# Gimnasia y Esgrima La Plata
Club de Gimnasia y Esgrima La Plata (GELP) ist ein argentinischer Sportverein aus der Stadt La Plata, der Hauptstadt der Provinz Buenos Aires. Der Verein wurde am 3. Juni 1887 gegründet. Zunächst widmeten sich seine Mitglieder dem Fechten (esgrima) und der Gymnastik (gimnasia), von denen auch der Name herrührt, den der Klub bis heute trägt. Die Fußballsparte, die heute den Vereinsbetrieb dominiert, kam erst später hinzu. Daneben werden im Verein Volleyball, Basketball, Tennis, Hockey, Leichtathletik, Boxen, Fechten, Kampfsportarten, Rhythmische Sportgymnastik, Rollschuhsport, Hallenfußball und Schwimmen betrieben.
Seit 1924 trägt die Profifußballmannschaft des Vereins ihre Heimspiele im Estadio Juan Carmelo Zerillo aus, das 33.000 Zuschauern Platz bietet. Einzig von 2006 bis 2008 wich man in das Estadio Ciudad de La Plata aus. Die Vereinsfarben sind weiß und dunkelblau.
Gimnasia gehört gemeinsam mit dem Lokalrivalen Estudiantes de La Plata zu den beiden Traditionsvereinen der Stadt La Plata. Seit der Gründung der argentinischen Profiliga 1931 spielte Gimnasia die meiste Zeit über in der Primera División.

## Aktueller Kader 2024
Stand: Juli 2024
| Nr. |             | Position | Name               |
| --- | ----------- | -------- | ------------------ |
| 3   | Argentinien | AB       | Rodrigo Gallo      |
| 4   | Argentinien | AB       | Leonardo Morales   |
| 7   | Argentinien | ST       | Benjamín Domínguez |
| 8   | Uruguay     | MF       | Yonathan Rodríguez |
| 9   | Uruguay     | ST       | Matías Abaldo      |
| 10  | Argentinien | MF       | Pablo de Blasis    |
| 11  | Argentinien | ST       | David Zalazar      |
| 13  | Argentinien | TW       | Marcos Ledesma     |
| 14  | Argentinien | MF       | Augustín Bolívar   |
| 15  | Argentinien | AB       | Juan Pintado       |
| 16  | Argentinien | ST       | Matías Ramírez     |
| 18  | Argentinien | AB       | Nicolás Colazo     |
| 19  | Argentinien | MF       | Lucas Castro       |

| Nr. |             | Position | Name               |
| --- | ----------- | -------- | ------------------ |
| 20  | Argentinien | AB       | Yonathan Cabral    |
| 21  | Argentinien | MF       | Lautaro Chávez     |
| 22  | Argentinien | MF       | Matías Miranda     |
| 23  | Argentinien | TW       | Nelson Insfrán     |
| 29  | Argentinien | ST       | Ivo Mammini        |
| 30  | Argentinien | ST       | Rodrigo Castillo   |
| 32  | Argentinien | AB       | Gustavo Canto      |
| 33  | Argentinien | ST       | Franco Troyansky   |
| 34  | Argentinien | MF       | Leandro Mamut      |
| 36  | Argentinien | MF       | Nicolás Garayalde  |
| 99  | Paraguay    | ST       | Cristian Colmán    |
|     | Uruguay     | AB       | Valentín Rodríguez |

## Erfolge
1929 gewann der Verein die argentinische Meisterschaft und 1994 die Copa Centenario. Gimnasia wurde Vizemeister 1924, 1995, 1996, 1998, 2002 und 2005 und nahm mehrmals an der Copa Libertadores und der Copa Sudamericana teil, aber erfolglos.

## Bekannte Spieler in Vergangenheit und Gegenwart
Sektion Fußball
- Roberto Sosa: 16 Tore (1998 Clausura)
- Gonzalo Vargas: 12 Tore (2006 Clausura)
- Leandro Cufré
- Delio Onnis
- Sebastián Ariel Romero
- Lucas Matías Licht
- Francisco Varallo
- Alberto Márcico
- Guillermo Barros Schelotto
- Pablo De Blasis
- Hugo Gatti

Sektion Basketball
- Jorge González

## Gesellschaftliches Engagement
2023 und 2025 ernannte der Verein 63 ehemalige Mitglieder und Fans, die durch die argentinische Militärdiktatur verschleppt oder ermordet worden waren, zu Ehrenmitgliedern. Ihre Biographien wurden auf der Internetseite des Clubs veröffentlicht. Der Verein begegnet damit auch der Relativierung der Diktaturverbrechen unter der aktuellen Regierung.